# Rivolta di Ahmet Anzavur
La rivolta di Ahmet Anzavur (in turco Ahmet Anzavur Ayaklanması) fu una serie di rivolte guidate dall'ufficiale della gendarmeria ottomana Ahmet Anzavur contro il Movimento nazionale turco durante la guerra d'indipendenza turca. La rivolta fu coordinata dal governo monarchico ottomano contro le forze nazionaliste repubblicane turche. Le forze sotto il comando di Anzavur erano costituite da vari gruppi etnici con il grosso delle forze (incluso Anzavur) appartenenti all'etnia circassa. La "rivolta" avvenne dal 1º ottobre 1919 al 25 novembre 1920 nelle regioni di Biga, Bandırma, Karacabey e Kirmastı. Nonostante alcune difficoltà, le rivolte furono interamente represse dalle forze di Çerkes Ethem, un'altra forza circassa.

## Contesto
La rivolta di Ahmet Anzavur rientra in una serie di rivolte avvenute dall'ottobre 1919 al novembre 1920. Esse erano fedeli alla monarchia dell'Impero ottomano e si opponevano al governo rivoluzionario nazionalista. Tutte le rivolte furono represse dai comandanti nazionalisti subito dopo il loro scoppio.

## Prima rivolta e soppressione
Dopo il congresso di Sivas il governo di Istanbul incaricò Ahmet Anzavur, un ex ufficiale di gendarmeria, di spezzare la resistenza nelle regioni dell'Egeo settentrionale e di Marmara. La prima rivolta di Ahmet Anzavur avvenne a Manyas nell'ottobre 1919. La dichiarazione di Anzavur al popolo di Manyas era intesa a catturare o uccidere Hacim Muhittin Çarıklı, il comandante nazionalista nella regione di Balıkesir. Le forze da lui raccolte sarebbero state utilizzate per difendere il potere del sultanato, situato a Istanbul, dalla crescente minaccia delle forze nazionaliste, con sede ad Ankara. Anzavur inviò due telegrammi il giorno seguente, uno al sultano e l'altro al karaside Mustarrif Ali Riza, affermando: "È dovere di tutti i veri musulmani sconfiggere i nazionalisti". La minaccia fu ben compresa dai nazionalisti del paese, che iniziarono subito a organizzare i preparativi per contrastare i movimenti di Ahmet Anzavur. In seguito alle sue minacce, Anzavur condusse un gruppo di suoi seguaci per sferrare attacchi agli uffici e alle truppe provvisorie del governo turco, portando nel frattempo più uomini nei suoi ranghi nel novembre 1919. Dopo aver evitato i colloqui con i nazionalisti sulla cessazione delle ostilità, Anzavur e i suoi uomini furono etichettati come criminali comuni e strumenti degli inglesi e del palazzo.
La prima vera battaglia della ribellione avvenne il 15 novembre a nord di Balıkesir. Le forze di Anzavur subirono pesanti perdite e furono costrette a ritirarsi a nord attraverso Susurluk, mentre venivano inseguite da Köprülülü Hamdi. Fino al 20 novembre, i combattimenti erano scoppiati intorno a Gönen, Manyas, Karacabey, Biga e Susurluk. Alla fine di novembre, le forze di Anzavur dovettero fuggire dalle forze di Çerkes Ethem. Con l'avvicinarsi dell'inverno, Anzavur sciolse le sue forze che si dispersero nelle aree circostanti.
Ahmet Fevzi Paşa, anche lui circasso, fu inviato al fine di impedire che l'influenza di Anzavur nella regione crescesse. Tentò di reclutare i circassi locali per le forze nazionaliste del Kuva-yi Milliye, ma gli studiosi ritengono che non abbia avuto successo.

## Seconda rivolta e soppressione
Dopo il rigido inverno del 1920, Anzavur iniziò a reclutare per un'altra campagna. Questa armata sarebbe stato conosciuto come l'esercito di Maometto. Le ostilità ripresero il 16 febbraio 1920. Quando l'avanguardia dell'eterogeneo esercito di Anzavur entrò a Biga, si udirono degli spari. I ranghi di Anzavur iniziarono a ingrossarsi man mano che la vittoria a Biga si consolidava nel mese successivo. Venne organizzato un comitato di tre notabili locali e capi paramilitari per gestire le questioni locali. Poco dopo un ex ispettore regionale di nome Samih Rıfat Horozcu fu inviato a supplicare la gente del posto di ricongiungersi ai nazionalisti ma le sue richieste caddero nel vuoto.
Entro la metà di marzo fu organizzata e inviata una colonna di 500 truppe nazionaliste per riconquistare Biga e l'area circostante. Anzavur guidò la difesa contro queste truppe. Coloro che lo seguirono, in gran parte circassi e pomacchi, erano per lo più armati di bastoni e asce. Dopo questa sconfitta, ufficiali e soldati nazionalisti iniziarono a disertare i loro posti. Anzavur usò questa vittoria per reclutare più combattenti dall'area di Gönen. Il 4 aprile, le truppe guidate da Anzavur e Gavur Imam entrarono a Gönen uccidendo e saccheggiando con poca resistenza. Entro il 6, Bandırma, Karacabey e Kirmasti erano caduti in rapida successione contro l'Esercito di Maometto. Mentre Anzavur spingeva i leader nazionalisti nel sud di Mamara, sapeva che la fine era vicina. Çerkes Ethem fu chiamato a porre fine alla ribellione e gli furono dati 2 000 soldati. Il 16 aprile, Anzavur subì una clamorosa sconfitta vicino al villaggio di Yahyaköy. Entro il 19 aprile, Bandırma era caduta sotto Ethem, segnando la graduale sconfitta di Anzavur e delle sue forze. Alla fine di aprile, l'esercito di Maometto si sciolse, come alla fine della prima ribellione, e Anzavur tornò a Istanbul su una nave inglese.

## Terza rivolta e morte di Ahmet Anzavur
Con la sconfitta di Anzavur a Yahyaköy, scoppiò un'altra rivolta nella regione di Adapazarı. I capi di questa ribellione furono (Berzeg) Safer, (Maan) Koc e (Maan) Ali. I passi falsi delle forze nazionaliste permisero allo scenario di svolgersi in modo simile agli eventi del sud di Marmara. Il governo nazionalista, riconoscendo la pericolosità degli eventi, ordinò si sopprimerli. Ethem fu chiamato a farlo, fresco di aver represso la ribellione di Anzavur. Le sue forze ripresero Adapazarı e Sapanca senza combattere. Il 26 maggio, Ethem entrò nella città di Düzce e giustiziò sia (Berzeg) Safer, sia (Maan) Koc; (Maan) Ali tuttavia riuscì a fuggire.
Con lo scoppio di una rivolta a Düzce, il governo ottomano annunciò la creazione di un nuovo esercito, il Kuva-i Inzibatiye, (Esercito del Califfo) per abbattere il nazionalista Kuva-yi Milliye. Questo esercito doveva essere composto da 1 000 soldati disoccupati sotto il comando di Süleyman Şefik Pasha. Il 26 aprile fu annunciato che ad Ahmet Anzavur sarebbe stato assegnato un comando nell'area. Il 4 maggio, Süleyman Şefik Pasha arrivò a Izmit con Anzavur che arrivò quattro giorni dopo con 500 uomini che aveva reclutato da Biga.
I contributi di Anzavur alla lotta furono trascurabili, poiché subì la rottura di una gamba in una settimana di combattimenti con la gente del posto e le forze nazionaliste. Le sue forze continuarono a combattere ancora per un po', ma furono costrette a ritirarsi entro la fine di giugno. Anzavur svanì nel nulla per circa un anno, finché non ricominciò a reclutare. Nel maggio 1921, un gruppo di leader paramilitari filonazionalisti venne a conoscenza dei movimenti di Anzavur. Il capo dei gruppi paramilitari, Arnavud Rahman e i suoi uomini tesero un'imboscata e uccisero Ahmet Anzavur fuori Karabiga.